# Linoleat 8R-lipoksigenaza
Linoleat 8-lipoksigenaza (EC 1.13.11.60, linoleinska kiselina 8R-dioksigenaza, 5,8-LDS (bifunkcionalni enzim), 7,8-LDS (bifunkcionalni enzim), 5,8-linoleat diolna sintaza (bifunkcionalni enzim), 7,8-linoleat diolna sintaza (bifunkcionalni enzim), PpoA) je enzim sa sistematskim imenom linoleat:kiseonik (8R)-oksidoreduktaza. Ovaj enzim katalizuje sledeću hemijsku reakciju
 + O2 {\displaystyle \rightleftharpoons } (8R,9Z,12Z)-8-hidroperoksioktadeka-9,12-dienoat
Ovaj enzim sadrži hem. Bifunkcionalni enzim iz Aspergillus nidulans koristi različite hem domene da kataluje dve zasebne reakcije.

## Literatura
- Nicholas C. Price; Lewis Stevens (1999). Fundamentals of Enzymology: The Cell and Molecular Biology of Catalytic Proteins (Third изд.). USA: Oxford University Press. ISBN 019850229X.
- Eric J. Toone (2006). Advances in Enzymology and Related Areas of Molecular Biology, Protein Evolution (Volume 75 изд.). Wiley-Interscience. ISBN 0471205036.
- Branden C; Tooze J. Introduction to Protein Structure. New York, NY: Garland Publishing. ISBN 0-8153-2305-0.
- Irwin H. Segel. Enzyme Kinetics: Behavior and Analysis of Rapid Equilibrium and Steady-State Enzyme Systems (Book 44 изд.). Wiley Classics Library. ISBN 0471303097.
- William P. Jencks (1987). Catalysis in Chemistry and Enzymology. Dover Publications. ISBN 0486654605.

## Spoljašnje veze
- Linoleate+8R-lipoxygenase на 